# Begonia tonduzii
Espèce
Synonymes
- Begonia allenii Standl.[1]

Begonia tonduzii est une espèce de plantes de la famille des Begoniaceae. Ce bégonia est originaire d'Amérique du Sud. L'espèce a été décrite en 1896 par Théophile Alexis Durand (1855-1912) et Henri Pittier (1857-1950), à la suite des travaux de Casimir Pyrame de Candolle (1836-1918). L'épithète spécifique tonduzii signifie « de Tonduz »,  en hommage au botaniste Adolphe Tonduz (1862-1921), récolteur des isotypes au Costa Rica en 1893.

## Répartition géographique
Cette espèce est originaire des pays suivants : Argentine ; Bolivie.